# Bouteloua curtipendula
Bouteloua curtipendula är en gräsart som först beskrevs av André Michaux, och fick sitt nu gällande namn av John Torrey. Bouteloua curtipendula ingår i släktet Bouteloua och familjen gräs.

## Underarter
Arten delas in i följande underarter:
- B. c. caespitosa
- B. c. tenuis

## Bildgalleri

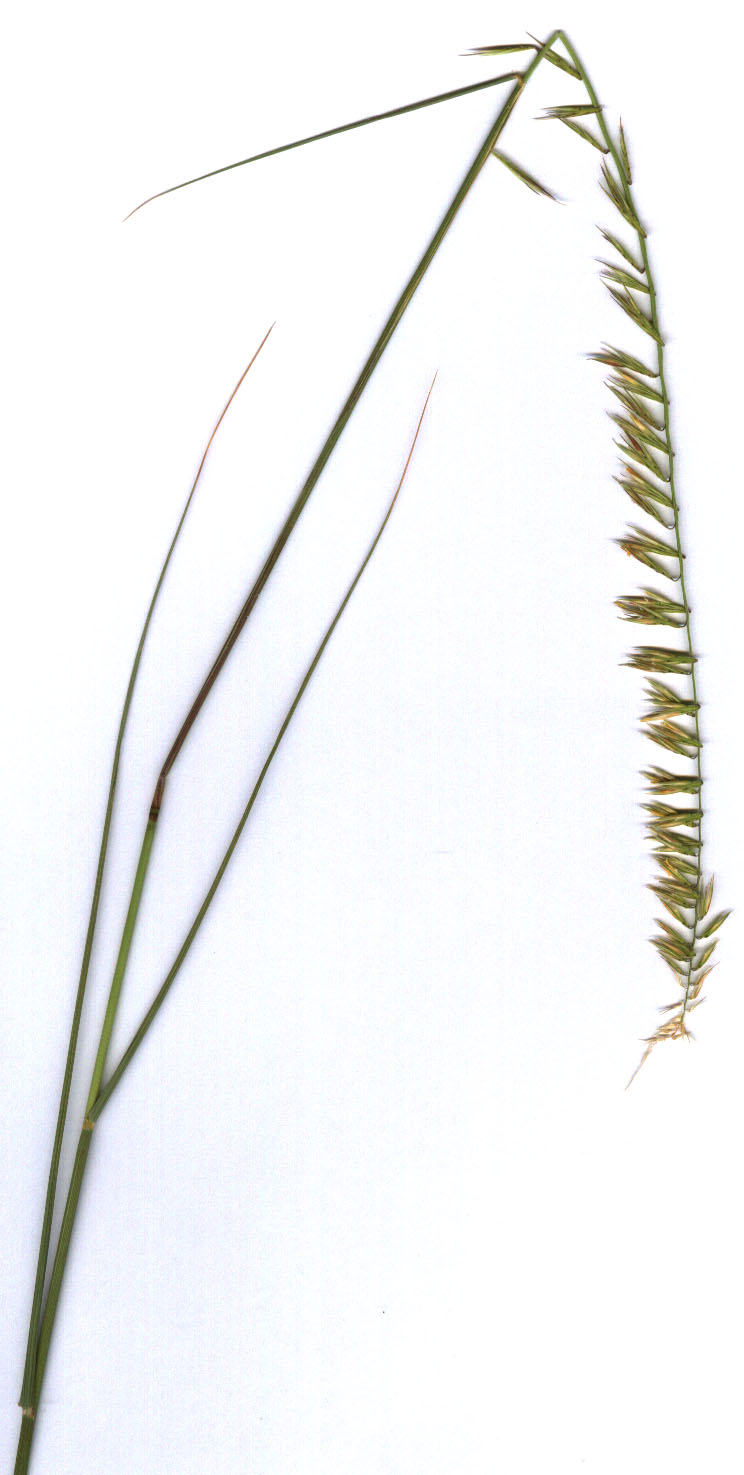
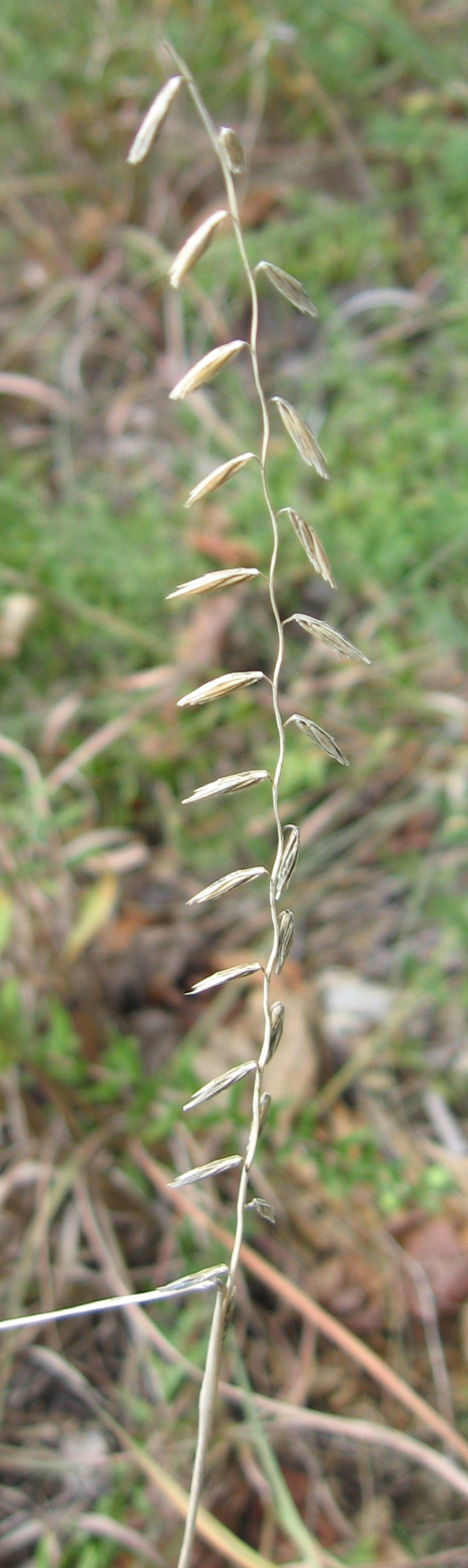
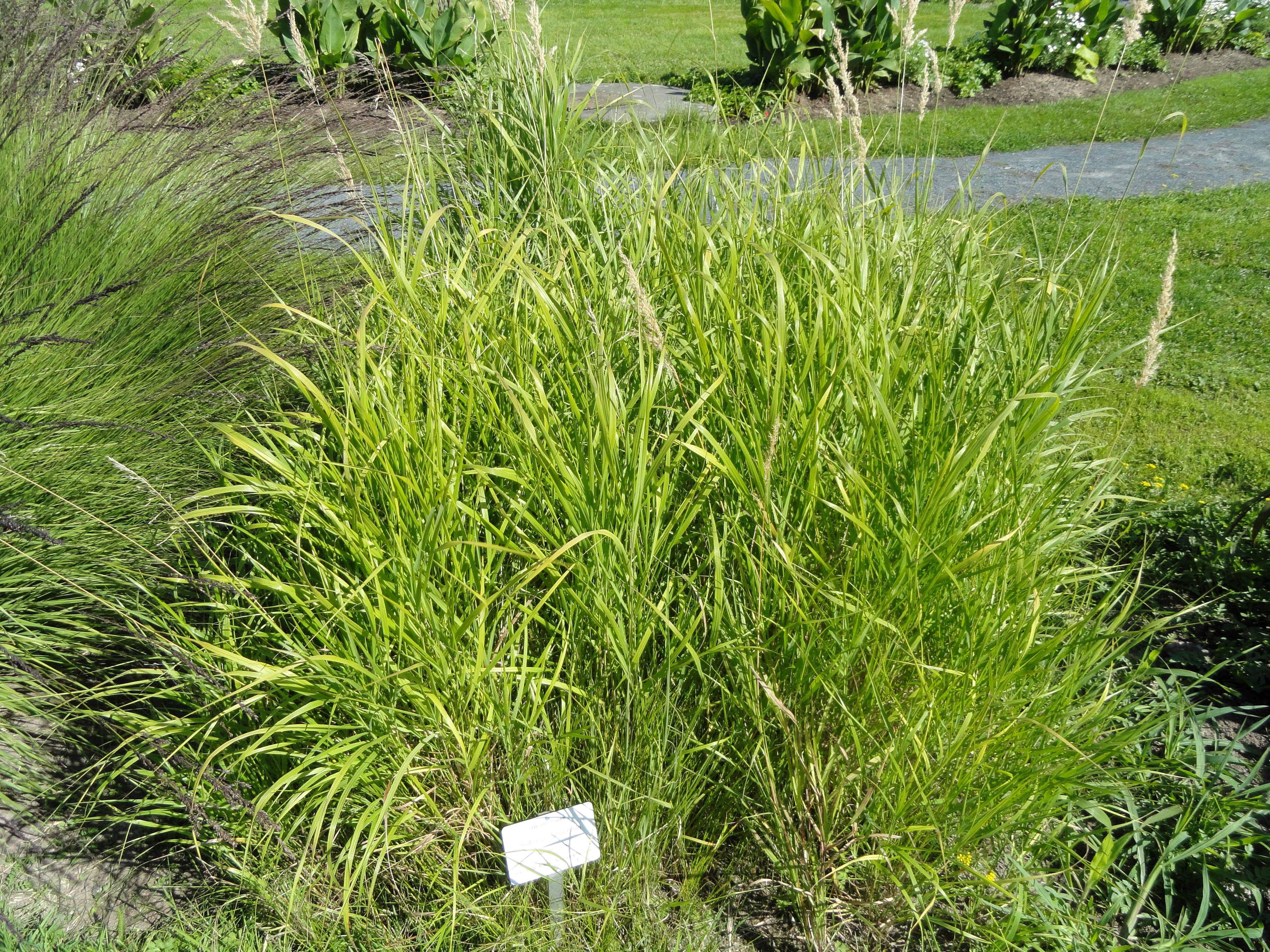
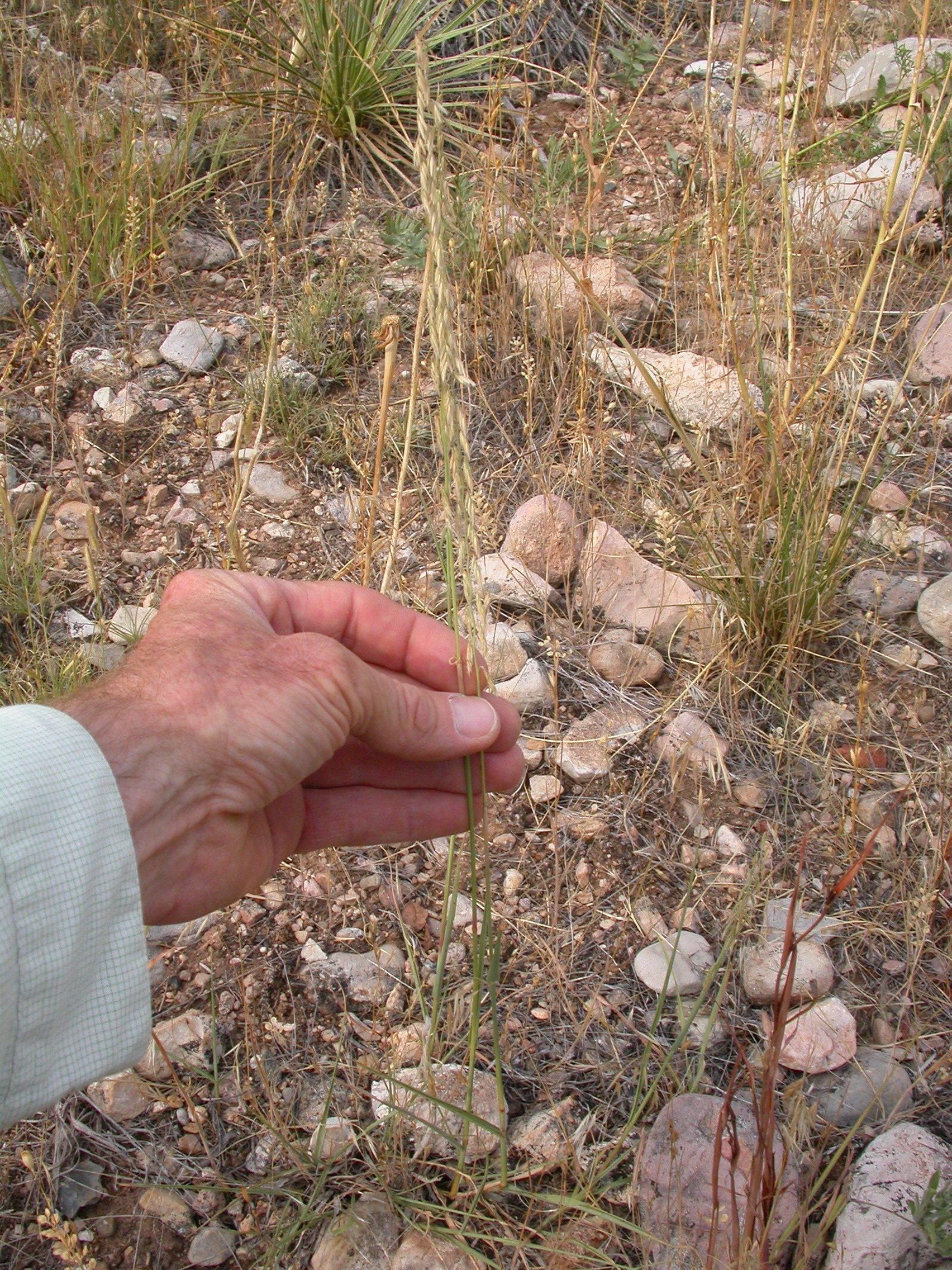
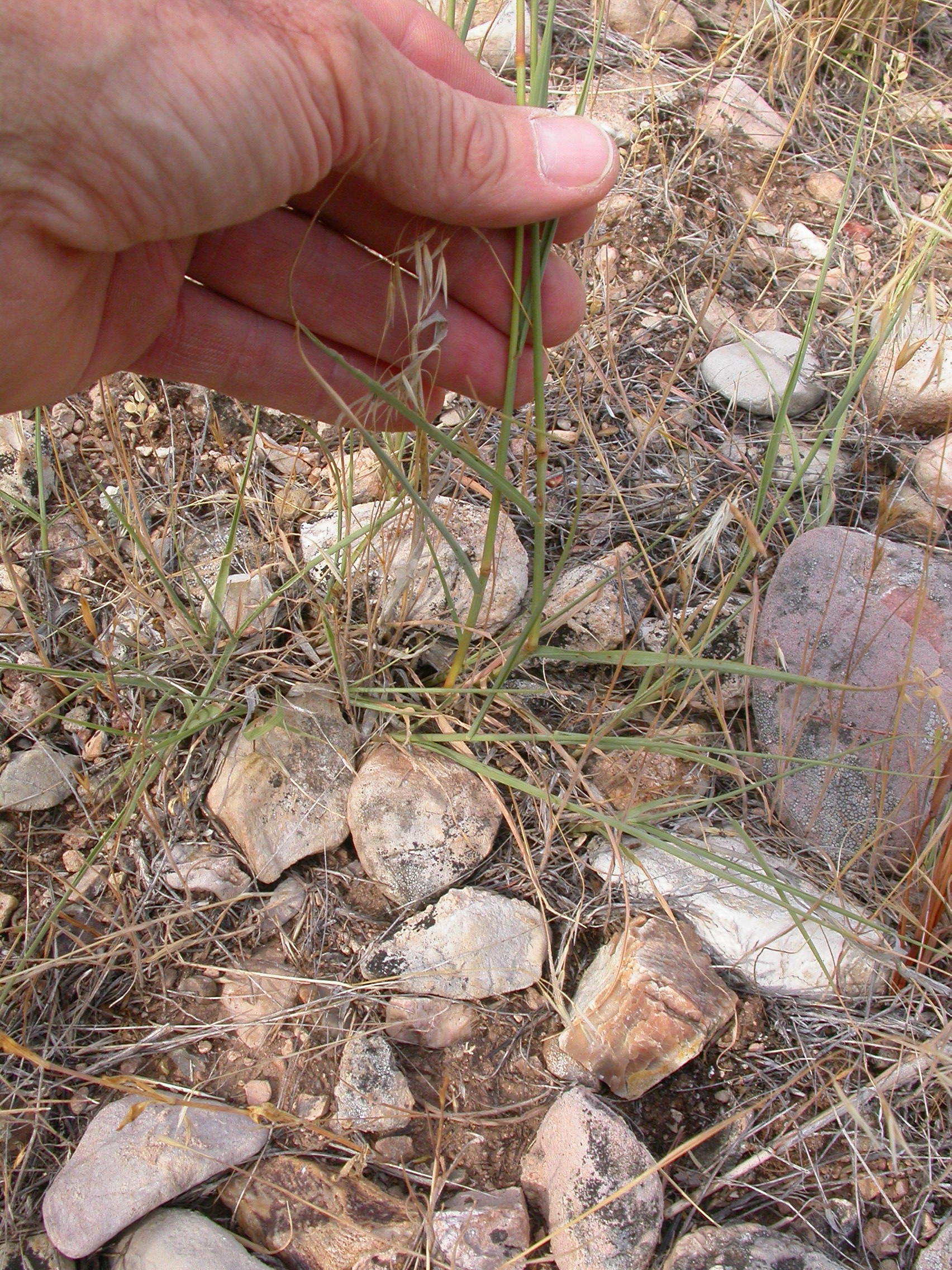